# Die Entscheidung: Kapitalismus vs. Klima

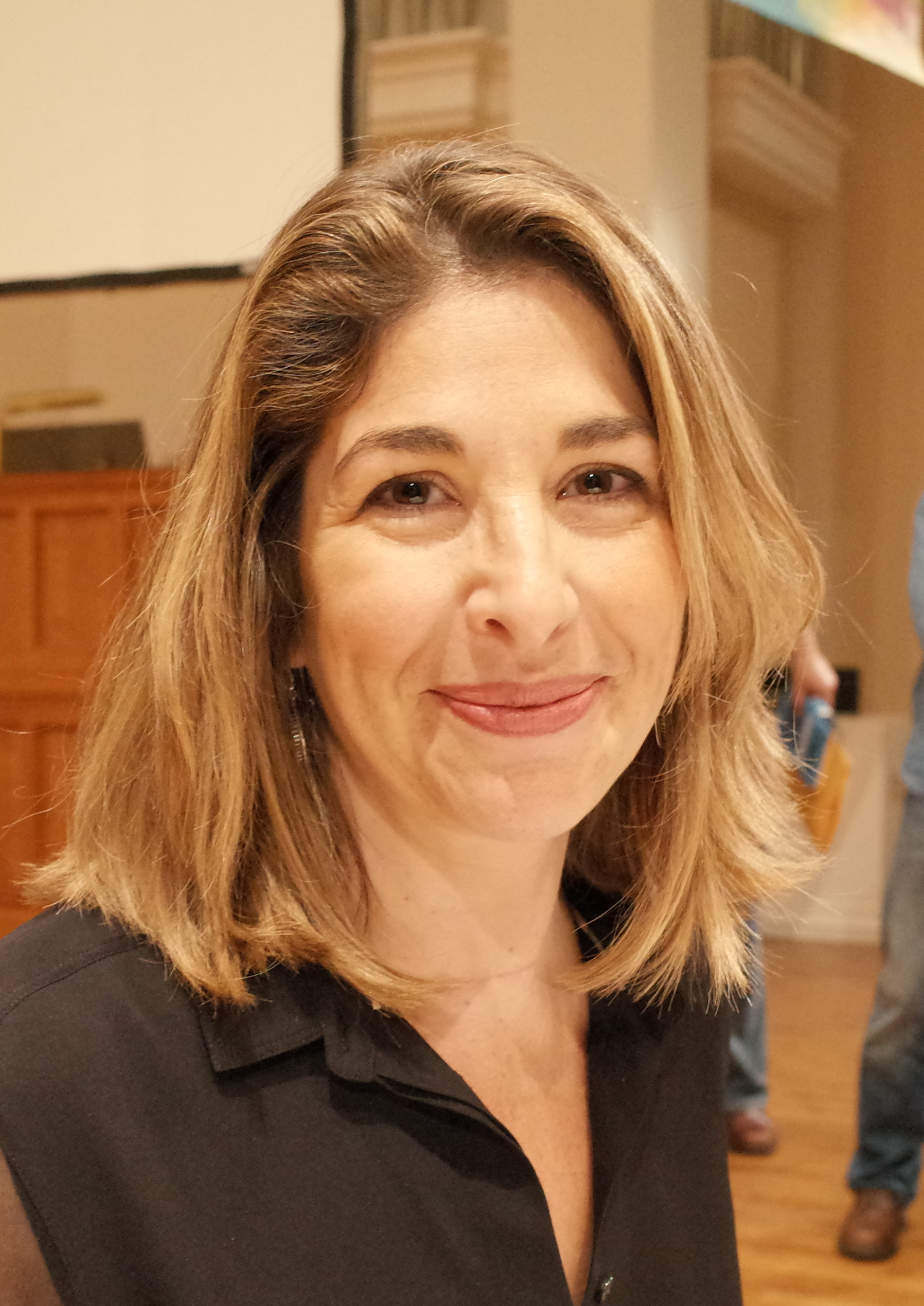
Naomi Klein (2014)

Die Entscheidung: Kapitalismus vs. Klima (englisch This Changes Everything: Capitalism vs. the Climate) ist ein globalisierungskritisches Sachbuch der kanadischen Journalistin Naomi Klein. Es erschien 2014 zunächst auf Englisch; die zweite Auflage auf Deutsch erschien im Jahr 2016.

## Inhalt
Naomi Klein analysiert in Die Entscheidung die Widersprüche zwischen dem kapitalistischen Wirtschaftssystem und dem Klimaschutz. Sie verortet dabei das Problem nicht beim Ausstoß von Treibhausgasen, sondern stellt die Systemfrage, ohne deren Beantwortung eine Klimakrise nicht mehr zu vermeiden sei. Sie fordert ein radikales Umdenken und stellt inspirierende Alternativen vor.
Klein stellt in dem Buch ihre Meinung dar, dass die Klimakrise nicht in einem neoliberalen System gelöst werden kann, das einen unverhältnismäßigen Konsum fördert und zu Megafusionen und Handelsabkommen geführt hat, die dem Zustand der Umwelt abträglich sind. Sie untersucht die Diskurse des Klimawandels und die vielen Interessenkonflikte, die der politischen Sphäre zugrunde liegen. Sie geht auf die zweideutige Rolle mehrerer Milliardäre zurück, die sich als Retter des Planeten ausgeben, aber in Wirklichkeit weiterhin umweltverschmutzende Unternehmen unterstützen, vor allem Richard Branson. Um mögliche Lösungen hervorzuheben, besteht sie auf der wichtigen Rolle der First Nations im Kampf für das Klima. Zudem plädiert sie für eine bessere Artikulation der weltweiten Kämpfe, in denen sie argumentiert, dass für sie der Kampf um das Klima, gegen Banken, für die Aufnahme von Migranten oder für die Pressefreiheit in der Tat Facetten desselben Kampfes sind.

## Rezeptionen
In der Bestsellerliste der New York Times debütierte das Buch im Oktober 2014 auf Platz 5.
Das Buch gewann 2014 den Hilary Weston Writers’ Trust Prize for Nonfiction, und war 2015 auf der Shortlist für den Shaughnessy Cohen Prize for Political Writing.

„Mal allegro furioso, mal con dolore erzählt die Kanadierin, wie Natur und Menschen von Bangladesch bis Bolivien unter dem ‚Extraktivismus‘, der Ausplünderung fossiler Rohstoffe und ihren Folgen, leiden. Am intensivsten geht sie der Frage nach: Warum ist es weder in den USA noch weltweit gelungen, eine Gefahr abzuwenden, die spätestens seit 1988 auf der Tagesordnung steht (seit nämlich der damalige Nasa-Forscher James Hansen die Veränderungen des Klimas im amerikanischen Kongress für Menschenwerk erklärte)?“

„Das Klima steht mit dem Rücken zur Wand. Klein, die den climate change selbst lange ignoriert hat, wie sie einräumt, fordert ein neues Handelsrecht und ein Grundeinkommen für alle. Sie will Verbündete sammeln – ‚denn nur eine neue soziale Massenbewegung kann uns jetzt noch retten‘. Das Buch ist ein leidenschaftliches Plädoyer, das die schweigende Mehrheit wachrütteln will. ‚Ich weiß nur, dass nichts unabwendbar ist. Bis auf die Tatsache, dass der Klimawandel alles ändern wird. Und für eine sehr kurze Zeit haben wir die Art dieser Veränderung immer noch selbst in der Hand.‘“